# Clitoraid
Clitoraid és un projecte sense ànim de lucre iniciat pel moviment raëlià per combatre la mutilació genital femenina. El projecte es va iniciar l'any 2005 o 2006. El moviment raëlià veu la gratificació sexual com una cosa positiva i Clitoraid ha patrocinat la reconstrucció del clítoris per a dones africanes, i ha intentat construir un hospital a Burkina Faso on també puguin rebre instrucció postoperatòria sobre masturbació. Clitoraid té un programa de patrocini «Adopta un clítoris», que ha promogut a l'AVN Adult Entertainment Expo de Las Vegas.
El 2010, amb l'encoratjament de la sexòloga Betty Dodson, la cadena de botigues sexuals Good Vibrations, amb seu a San Francisco, va prometre suport financer a Clitoraid, incloent-hi demanar als clients que fessin donacions; l'empresa va rescindir l'oferta després de les protestes que l'esforç estava fora de lloc, especialment de Wanjiru Kamau-Rutenberg, professora de política a la Universitat de San Francisco.
El 2013, Clitoraid va designar la setmana del 6 al 12 de maig com a «Setmana Internacional de Conscienciació del Clítoris».

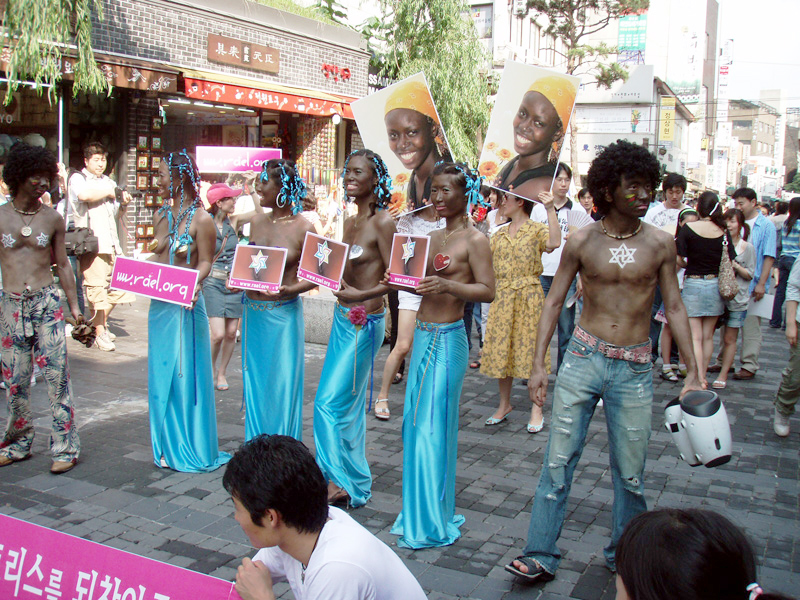
«Adopta un clítoris», un esdeveniment de Clitoraid, a Corea del Sud el juliol de 2006

L'obertura del 2014 de l'Hospital Kamkaso o l'Hospital del Plaer de Bobo-Dioulasso va ser endarrerida pel Ministeri de Salut de Burkina Faso. Clitoraid va culpar l'Església Catòlica.
El 2015, en resposta a una disputa sobre la circumcisió d'un nen de quatre anys d'edat als Estats Units d'Amèrica, Clitoraid va emetre un comunicat de premsa donant suport a la mare que no volia la circumcisió. També van demanar a les Nacions Unides que prohibeixin aquesta pràctica: «El dany corporal va en contra dels drets fonamentals de tots els nens, i no podem entendre quan un país anomenat civilitzat com els Estats Units permetria que els seus nadons masculins fossin fàcilment mutilats legalment!».